# Florespapegaaiduif
De florespapegaaiduif (Treron floris) is een vogel uit de familie Columbidae (duiven). De vogel werd in 1863 door  Alfred Russel Wallace beschreven. Het is een kwetsbare endemische soort duif op de Kleine Soenda-eilanden, een eilandengroep binnen Indonesië.

## Kenmerken
De vogel is 29 cm. Het is een middelgrote in groepen voorkomende duif die zich ophoudt in bladerkronen. De vogel is overwegend zachtgroen gekleurd met een lichtgrijs "gezicht" en kruin. De buik en borst zijn geelachtig. Het mannetje heeft een paarse tot bronskleurige glans op de mantel. De vleugels zijn donker van kleur en de vleugelveren hebben lichte randen. De iris en de poten zijn rood.

## Verspreiding en leefgebied
Deze soort is endemisch op de Kleine Soenda-eilanden van Lombok tot Alor. Het leefgebied is vochtig en droog tropisch loofbos of bossavanne en bosranden, voornamelijk in laagland en in heuvelland tot hoogstens 1000 m boven zeeniveau.

## Status
De florespapegaaiduif heeft een bedreigd broedgebied en daardoor is de kans op uitsterven aanwezig. De grootte van de populatie werd in 2016 door BirdLife International geschat op 2,5 tot 10 duizend individuen en de populatie-aantallen nemen af door habitatverlies. Het leefgebied wordt aangetast door ontbossing waarbij natuurlijk bos wordt in brand gestoken en omgezet in gebied voor agrarisch gebruik. Verder wordt er jacht op deze vogels gemaakt. Om deze redenen staat deze soort als kwetsbaar op de Rode Lijst van de IUCN.